# کتونی سفید
کتونی سفید سومین فیلم سینمایی محمدابراهیم معیری محصول سال ۱۳۸۶ است که فیلمبرداری آن در شهر بوشهر به انجام رسید.

## بازیگران
- حسین یاری
- باران کوثری
- محمود ابراهیم‌زاده
- بابک دهقانی
- عبدالکریم مکاوری‌نژاد
- آریا زارع
- محمد نثاری
- امیرالله سحرخیز
- آذر روانی‌فرد
- محمد جواد بادپا
- مهدی فدایی
- غلامرضا بارونی
- رباب محمدزاده
- فاطمه آفند
- فیروزه عبداللهی

## عوامل
- طراح چهره‌پردازی: عاطفه رضوی
- طراح صحنه و لباس: فریبرز قربان‌زاده
- صدابردار: یدالله نجفی
- صداگذار: امیرحسین قاسمی

## جزئیات
- ژانر: درام، ورزشی
- رنگ: رنگی
- صدا: Mono
- لوکیشن: تهران، بوشهر

## خلاصه فیلم
معلمی دلسوز - حسین یاری - برای سر و سامان دادن ورزش یک مدرسه قدیمی به جنوب کشور اعزام می‌شود و به صورت ناخواسته متوجه می‌شود که یکی از دانش آموزانش با قاچاقچیان همکاری می‌کند و در صحنه‌های تعقیب و گریز توسط یکی از قاچاقچیان - بابک دهقانی - دستگیر شده و در نهایت با تلاش خود آزاد می‌شود و در ادامه سعی می‌کند که دانش آموز خود را به درس و تحصیل وادار نماید.

## جشنواره

### شرکت در جشنواره
- سی و هشتمین جشنواره بین‌المللی فیلم رشد؛ بخش مسابقه؛ ۱۳۸۷
- بیست و ششمین جشنواره بین‌المللی فیلم فجر؛ بخش مسابقه نگاه اول – نخستین فیلم بلند فیلمساز؛ ۱۳۸۶

### جایزه و کاندیدا
- تندیس سیمین بهترین فیلم دوم؛ محمدابراهیم معیری؛ سی و هشتمین جشنواره بین‌المللی فیلم رشد؛ بخش مسابقه؛ ۱۳۸۷
- حسین یاری برنده جایزه بهترین بازیگر مرد جشنواره کشتی نوح روسیه شد.